# Distretto di Ostroh
Il distretto di Ostroh (in ucraino Острозький район?, Ostroz'kyj rajon) era un distretto dell'Ucraina, situato nell'oblast' di Rivne, con capoluogo Ostroh. È stato soppresso in seguito alla riforma amministrativa del 2020.